# ميران خسرو
ميران خسرو (كردية: میران خەسرۆ؛ مواليد 1 يوليو 1989) هو لاعب كرة قدم عراقي كردي يلعب كلاعب وسط.

## الإنجازات
- الدوري العراقي الممتاز:

البطل (3): 2007–08، 2008–09 و‌2011–12.
الوصيف (3): 2010–11، 2012–13 و‌2013–14

## روابط خارجية
- ميران خسرو على موقع ناشيونال فوتبول تيمز (الإنجليزية)
- ميران خسرو على موقع Soccerway.com (الإنجليزية)